# Rohr (Eurasburg)
Rohr ist ein Ortsteil der oberbayerischen Gemeinde Eurasburg im Landkreis Bad Tölz-Wolfratshausen. Die Einöde liegt circa zwei Kilometer westlich von Eurasburg.